# Leki biologiczne
Leki biologiczne – grupa leków ściśle związana z cząsteczkami biologicznie czynnymi naturalnie występującymi w organizmie człowieka, działających przez wpływ na mechanizmy przez nie mediowane.
Leki biologiczne mogą:
- naśladować funkcje prawidłowych białek ludzkich
- wpływać na interakcje między różnymi biologicznie czynnymi cząsteczkami
- wpływać na receptory komórkowe.

Niekiedy są cząsteczki naturalnie występujące (insulina, erytropoetyna, czynniki wzrostu), kiedy indziej są to substancje zaprojektowane po to, aby wpływać na różne mechanizmy leżące u podłoża chorób (antagonisty interleukin). Leki te wytwarzane są metodami biotechnologicznymi z wykorzystaniem inżynierii genetycznej.
Główne grupy leków biologicznych:
- przeciwciała monoklonalne (sufiks -mab)
- białka fuzyjne (sufiks -cept)
- rekombinowane białka ludzkie (prefiks rh- lub rhu-)

Ważną grupą leków biologicznych są leki wpływające na reakcje immunologiczne i działające wybiórczo na poziomie molekularnym na różne etapy patogenezy chorób (głównie zapalnych i nowotworowych – wybiórcze leki immunosupresyjne lub immunomodulujące).

## Historia
Za prapoczątek leków i terapii biologicznej można przyjąć zastosowanie przez Besta i Bantinga w 1921 roku w leczeniu cukrzycy białkowego hormonu insuliny.
Z nadejściem metod inżynierii genetycznej i wykorzystanie biotechnologii w przemyśle farmaceutycznym w pełni rozpoczęła się era leków biologicznych.
- ludzki rekombinowany hormon wzrostu (1985)
- insulina ludzka
- erytropoetyna
- czynniki wzrostowe dla granulocytów i płytek krwi
- aktywatory plazminogenu

## Zastosowanie
Terapia z zastosowaniem leków biologicznych nosi nazwę terapii biologicznej. Często terapia lekami biologicznymi jest wprowadzana, jeśli tradycyjne leczenie jest nieskuteczne lub z jakichś względów niemożliwe do zastosowania.
Niektóre ważniejsze leki biologiczne stosowane w terapii:
- infliksymab
- adalimumab
- etanercept

Przykłady schorzeń, w których zastosowanie mają leki biologiczne:
- reumatoidalne zapalenie stawów i niektóre inne zapalenia stawów (np. łuszczycowe, ZZSK)
- przewlekłe nieswoiste zapalenia jelit (wrzodziejące zapalenie jelita grubego, choroba Crohna)
- choroby nowotworowe
- dermatologia (np. łuszczyca z zajęciem stawów)